# WELL DONE SABOTAGE
WELL DONE SABOTAGE（ウェル・ダン・サボタージュ）は、日本のロックバンド。2010年結成。愛称及び略称は「ウェルダン」。

## メンバー
| 名前       | パート                    | 誕生日   |
| ---------- | ------------------------- | -------- |
| 五味礼一郎 | ボーカル ギター 作詞 作曲 | 8月22日  |
| 根井拓也   | ギター コーラス           | 2月14日  |
| 飯塚啓介   | ベース コーラス           | 10月20日 |
| 野崎啓太   | ドラムス                  | 10月9日  |

## 来歴
中学校の文化祭のために、五味を含む4人でBUMP OF CHICKENのコピーバンドを結成。
文化祭でのライブを終え次第に活動をしなくなり、バンドは自然消滅。
五味の高校の同級生の飯塚を引き入れ、バンド「Well done Sabotage」を結成。
下北沢のライブハウス等に出演しながら活動を続ける。
2013年
初のMVとなる「cineraria」を公開。
同年、ギター・ドラムが脱退し、五味・飯塚の二人体制でバンド活動を継続。
2017年
サポートメンバーだった野崎が正式加入し、バンド名を「WELL DONE SABOTAGE」に改める。
2018年
Single「Flag Ship」、1st Full Album「NEW ORDER」をリリース。
岡野正広が監督した「New Order」のMVが公開される。
2019年
「New Order」のMVが、VFX-JAPANアワード2019のCM・プロモーションビデオ部門にて優秀賞を獲得。
Single「君はクレイジー」をリリース。
同年「君はクレイジー」のMVが公開される。
2020年
Single「Father Time single edit」、Single「初恋」をリリース。
同年「Father Time」「初恋」のMVが公開される。
2022年
Single「AGE」、Mini Album「ambivalence」をリリース。
同年「AGE」のMVが公開される。
2023年
かつてサポートメンバーだった根井が正式加入。

## ディスコグラフィー
| 発売日         | タイトル                | 収録曲 |
| -------------- | ----------------------- | --- |
| 2018年3月30日  | Flag Ship               | 1.Flag Ship 2.絶対零度 |
| 2018年10月20日 | NEW ORDER               | 1. ハッブル 2. New Order 3. Mirage 4. アドベンチャー 5. シンガー 6. ホリデイ 7. ここはどこ 8. RPG 9. ロックンロール 10. ひとりぼっちのララバイ |
| 2019年11月22日 | 君はクレイジー          | 1.君はクレイジー |
| 2020年9月2日   | Father Time single edit | 1.Father Time - single edit |
| 2020年5月18日  | 初恋                    | 1.初恋 |
| 2022年5月11日  | AGE                     | 1.AGE |
| 2022年7月6日   | ambivalence             | 1. バラノハナ 2. 初恋 3. ペルセウス 4. AGE 5. 君はクレイジー 6. Father Time                                                                    |